# Gian Franco Terenzi
Gian Franco Terenzi (* 2. Januar 1941; † 20. Mai 2020 in Serravalle, San Marino) war ein san-marinesischer Politiker der Partito Democratico Cristiano Sammarinese. Zwischen 1987 und 2015 übte er viermalig das Amt des Capitano Reggente aus, zuletzt gemeinsam mit Guerrino Zanotti war er von Oktober 2014 bis April 2015 das Staatsoberhaupt von San Marino.

## Leben
Terenzi erwarb einen Abschluss in industrieller Technik und promovierte anschließend in Soziologie. Seit 1961 ist er als Unternehmer tätig.
Er war ab 1976 33 Jahre lang Vorsitzender der san-marinesischen Handwerkskammer UNAS und war Mitglied des Vorstandes des san-marinesischen Nationalen Olympischen Komitees CONS. Gian Franco Terenzi war verheiratet und hatte zwei Kinder.

## Politik
Terenzi war Mitglied der christdemokratischen Partei PDCS und seit 1978 Abgeordneter im Consiglio Grande e Generale dem Parlament San Marinos. 2012 verfehlte er den direkten Einzug ins Parlament, rückte jedoch für ihr Mandat niederlegende regierungsmitglieder der PDCS nach. In der Legislaturperioden ab 2008 und 2012 war er Mitglied des Außenausschusses und der san-marinesischen Gruppe bei der Interparlamentarischen Union. in der Legislaturperiode ab 2012 war er erneut Mitglied des Außenausschusses und der Interparlamentarischen Union. Terenzi amtierte viermal als Capitano Reggente, Staatsoberhaupt von San Marino. Nachdem er dieses Amt bereits  von Oktober 1987 bis April 1988, Oktober 2000 bis April 2001 und April bis Oktober 2006 bekleidete, wurde er am 15. September 2014 gemeinsam mit Guerrino Zanotti vom Consiglio Grande e Generale zum Staatsoberhaupt (Capitano Reggente) für den Zeitraum vom 1. Oktober 2014 bis 1. April 2015 gewählt.